# Adolf Niklasson

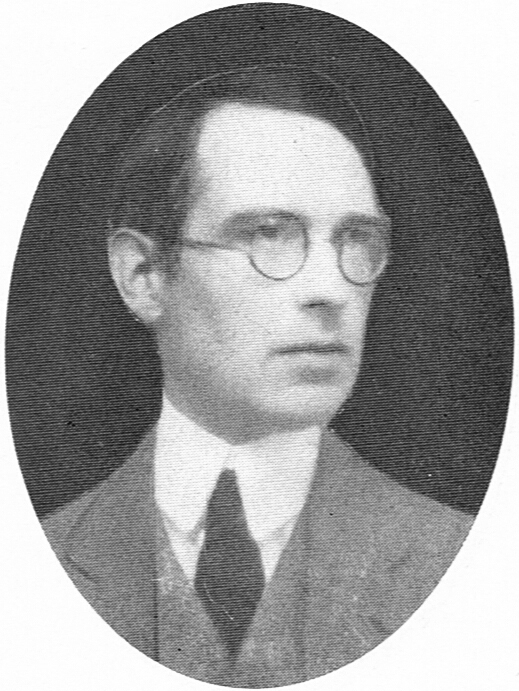
Adolf Niklasson

Adolf Josef Natanael Niklasson, född 4 april 1895 i Södra Kedums församling, Skaraborgs län, död 3 mars 1974 i Skara, var en svensk arkitekt.
Niklasson avlade studentexamen i Skara 1915 och arkitektexamen vid Kungliga Tekniska högskolan 1921. Han var anställd vid Nordiska museets byundersökningar i Västergötland 1918, vid Sveriges kyrkor på Gotland 1921–1922 och bedrev egen verksamhet från 1923. Han utförde ritningar till bland annat bonings- och affärshus, ålderdomshem, skolor, prästgårdar, kommunalhus, församlingshus och kyrkorestaureringar. Han var byggnadskonsulent i Götene från 1937.

## Bilder

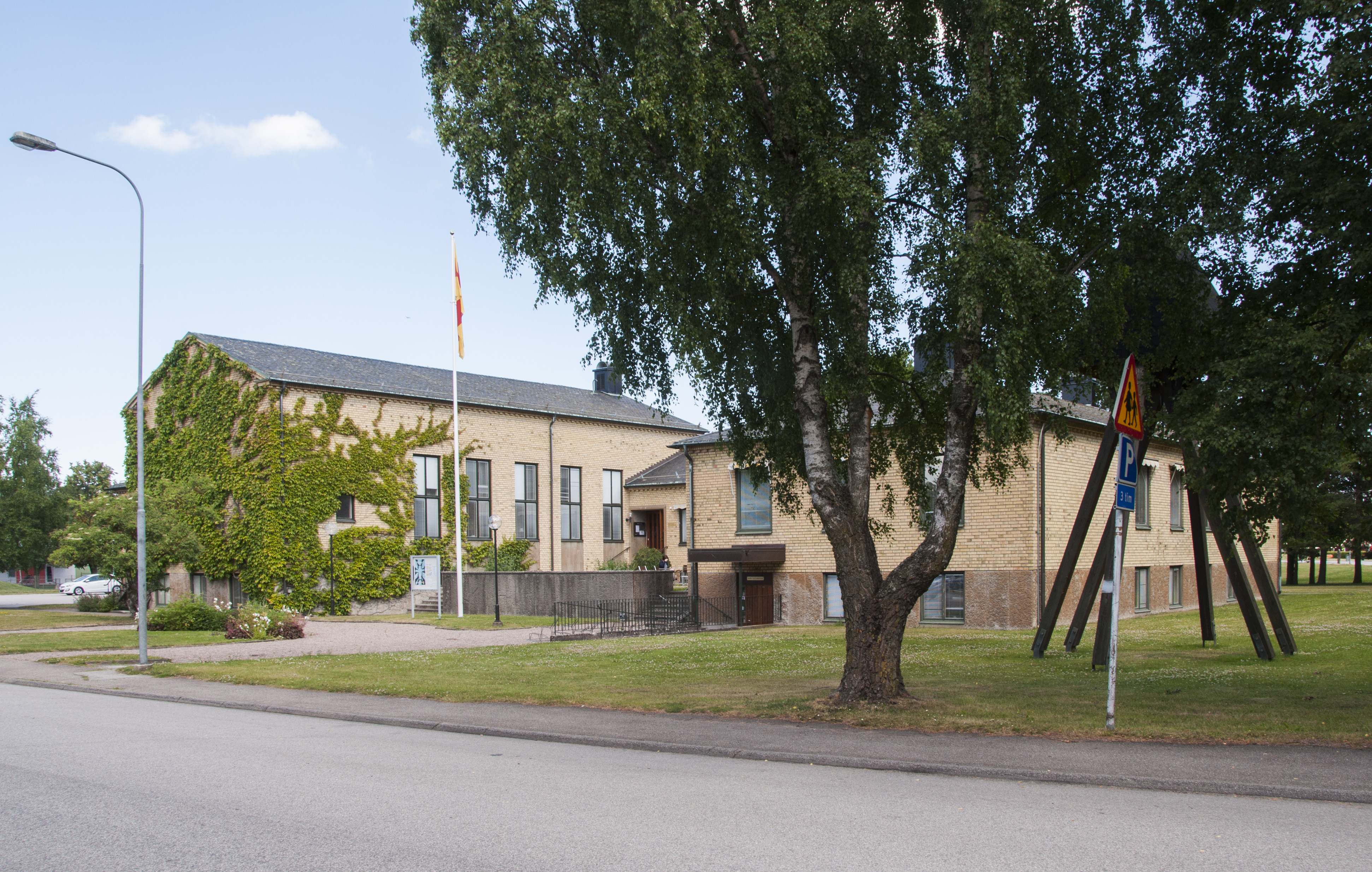
Götene församlingshem
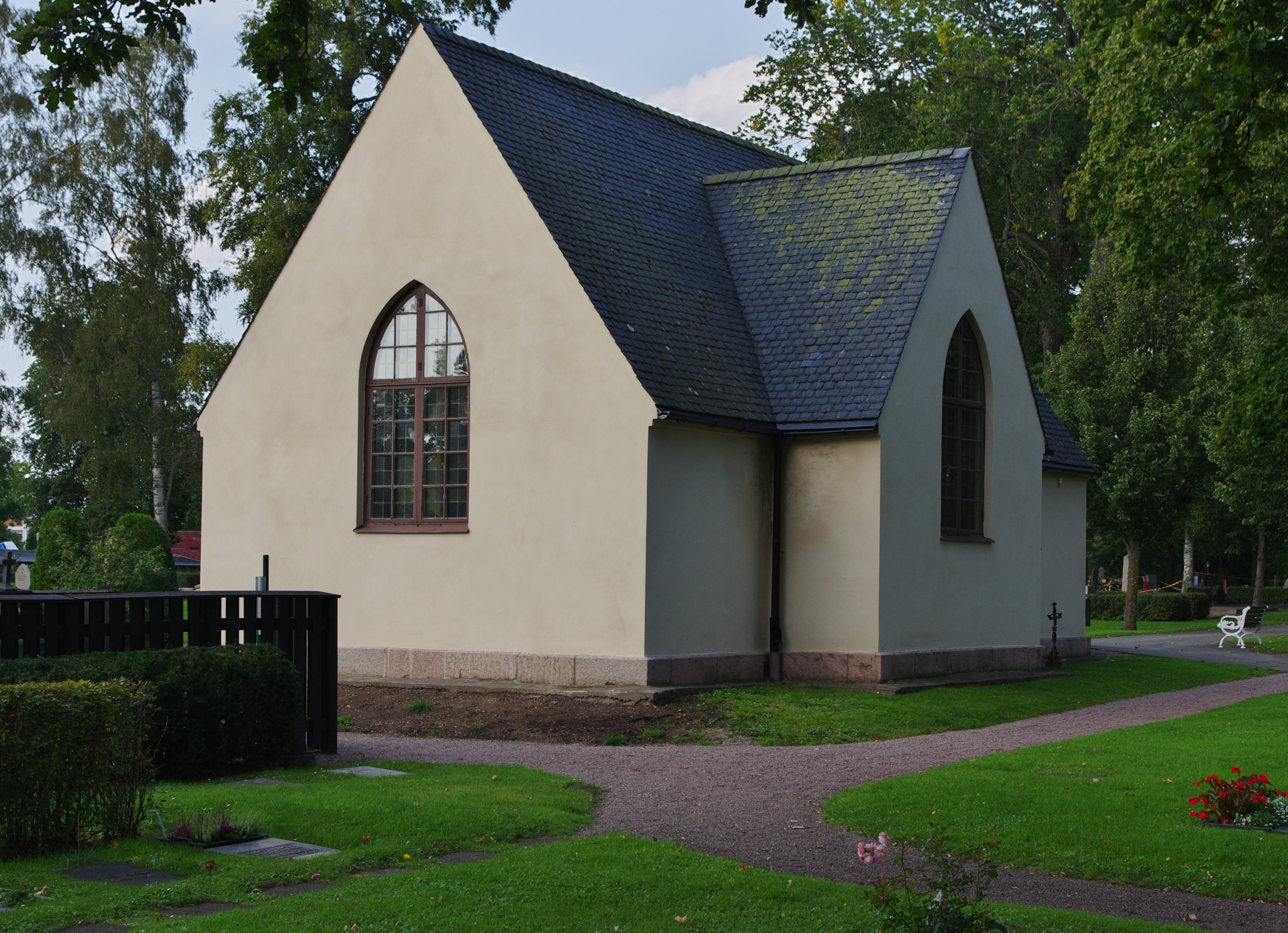
Restaurering av Skara gravkapell